# Jonathan Adams
Jonathan Adams (Jon Adams) född 1951 är en engelsk marinarkeolog, illustratör och dykare. Därtill är han verksam som professor vid Southamptons universitet i England. Alltsedan 1970-talet har han deltagit i olika projekt med marinarkeologisk anknytning och vid det engelska praktskeppet Mary Rose utgrävning och bärgning hade han ansvaret för fältarbetet. Adams har även i ett flertal år varit dykledare vid undersökningarna av skeppet "Sea Venture" utanför Bahamas. Skeppsbrottet som ägde rum 1609 har bland annat inspirerat Shakespeare att skriva "Stormen".
Östersjöns unika förhållanden att kunna bevara skeppsvrak har medfört att Jonathan Adams alltmer börjat förlägga sin forskning, dykning och målning till den svenska ostkusten. I samarbete med Johan Rönnby vid Södertörns Högskola har han bland annat gett ut boken "Östersjöns sjunkna skepp".